# Маргарита Бретонская
Маргарита Бретонская (фр. Marguerite de Bretagne; 1443 — 25 сентября 1469) — старшая дочь герцога Бретани Франциска I и его второй жены Изабеллы, дочери короля Шотландии Якова I. Супруга герцога Бретани Франциска II.

## Биография

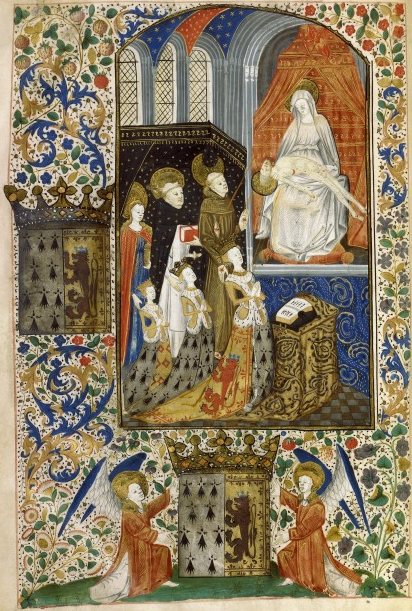
Молитва Изабеллы Шотландской и её дочерей, Маргариты и Марии. Миниатюра из манускрипта XV в.

Умерший в 1450 году герцог Бретани Франциск I оставил после себя только двух малолетних дочерей — Маргариту и её младшую сестру Марию (1446—1511). По Герандскому договору (1365 г.) Бретонское герцогство наследовалось только по мужской линии. Таким образом, новым герцогом стал младший брат Франциска I, Пьер II. Однако он также не имел сыновей. Во избежание династических споров, Пьер II в ноябре 1455 года организовал свадьбу своего 22-летнего кузена Франциска, графа д’Этамп, и 12-летней племянницы Маргариты (жених приходился невесте двоюродным дядей).
В сентябре 1457 года Пьер II скончался. Герцогство отошло к его дяде, Артуру III, — младшему брату деда Маргариты, Жана VI. Он не имел потомства и умер 26 декабря 1458 года. Наконец, трон Бретани перешёл к мужу Маргариты, Франциску.
За время брака у герцогской четы родился лишь один ребёнок — сын Жан, получивший титул графа де Монфор. Он прожил менее двух месяцев и умер 25 августа 1463 года.
Маргарита скоропостижно скончалась в Нанте 25 сентября 1469 года, в возрасте 26 лет. Её овдовевший супруг спустя два года женился на Маргарите де Фуа.